# 篠原隆史
篠原 隆史（しのはら たかし、1977年7月17日 - ）は、福岡県出身で東芝ブレイブサンダースに所属していたバスケットボール選手である。ポジションはC。

## 来歴
福岡商業高から、日本体育大学を経て、2000年に東芝に入社。
主力として活躍し、2年連続でオールスターに出場。
タイトル獲得にも貢献しオールジャパンではベスト5に選ばれる。一方で2002年アジア大会で日本代表も経験。
2006年に退社。
現在はクラブチーム「葛飾バックボーン」に選手として所属する一方、バスケットボールクリニックを全国で開催し、後進の指導に当たっている。

## 経歴
- 福岡商業高 - 日本体育大学 - 東芝（2000年〜2006年）

## 日本代表歴
- 1999ユニバーシアード
- 2002アジア大会

## 受賞歴
- 2002年オールジャパンベスト5